# Stadion lekkoatletyczny im. Zygmunta Szelesta
Stadion lekkoatletyczny im. Zygmunta Szelesta (także: Stadion lekkoatletyczny AWF) – stadion lekkoatletyczny Akademii Wychowania Fizycznego Józefa Piłsudskiego w Warszawie.

## Charakterystyka
Stadion położony jest przy ulicy Marymonckiej 34 w warszawskiej dzielnicy Bielany, na obszarze MSI Las Bielański, na terenie należącym do Akademii Wychowania Fizycznego. Sąsiaduje z halą lekkoatletyczną im. Janusza Kusocińskiego.
Obiekt o łącznej powierzchni 18 000 m² ma ośmiotorową bieżnię tartanową. Przystosowany jest dodatkowo do rozgrywania konkurencji rzutów dyskiem i młotem, skoku wzwyż i skoku o tyczce. Okalają go trybuny z 2800 miejscami siedzącymi. Wyposażony jest w sztuczne oświetlenie.
Stadion służy studentom uczelni, a także rozgrywane są na nim zawody o różnej randze, jak np. mistrzostwa Polski seniorów w wielobojach lekkoatletycznych (2021, 2022, 2023, 2024, 2025), Memoriał Zygmunta Szelesta, Zawody Lekkoatletycznego Pucharu Polski oraz inne zawody umieszczone w kalendarzu World Athletics.

## Historia
Stadion powstał w 1929 roku jako część kompleksu Centralnego Instytutu Wychowania Fizycznego zaprojektowanego przez Edgara Norwertha. Według pierwotnych założeń w sąsiedztwie, na przedłużeniu alei Zjednoczenia, miał powstać reprezentacyjny obiekt z trybunami dla 25 tysięcy widzów, jednak pomysł zarzucono z powodów finansowych i funkcjonalnych. Stadion miał początkowo nawierzchnię żużlową i odbywały się tu m.in. zgrupowania przedolimpijskie lekkoatletów (Los Angeles 1932, Berlin 1936). Po wojnie i wymianie nawierzchni na sztuczną odbywały się tu m.in. Spartakiady, Igrzyska Polonijne oraz Memoriał Janusza Kusocińskiego (2008).
Obiekt przechodził modernizacje, m.in. w 1973 oraz w latach 2014–2015. Po rozbudowie w 2015 otrzymał najwyższy certyfikat bieżni lekkoatletycznych przyznawany przez IAAF (1'st Class IAAF). W 2017 roku uchwałą Senatu uczelni nadano mu imię oszczepnika, trenera i wykładowcy Zygmunta Szelesta.
Stadion leży na terenie wpisanym do rejestru zabytków w 2001 roku jako układ urbanistyczny Akademii Wychowania Fizycznego (nr A-69 z 2001-05-24 i 11-A z 2003-03-21).